# Pneumocyt
Pneumocyt – komórka nabłonka oddechowego w pęcherzykach płucnych.
Wśród pneumocytów wyróżnia się:
- pneumocyty typu I – płaskie komórki wyściełające, o zminimalizowanym metabolizmie. Zachodzi przez nie dyfuzja gazów pomiędzy światłem pęcherzyków płucnych a krwią naczyń włosowatych. Mają 25 nm grubości i 50–100 µm2 powierzchni[1].
- pneumocyty typu II – rozproszone pomiędzy pneumocytami typu I, wydzielające surfaktant płucny. Aktywność wydzielnicza pneumocytów typu drugiego rozpoczyna się pod koniec życia płodowego[1].
- pneumocyty typu III - nieliczne komórki o sześciennym kształcie z licznymi pęcherzykami wydzielniczymi. Przypuszcza się, że są chemoreceptorami[2].